# Gösta von Platen (1871–1929)
Gustaf (Gösta) von Platen, född den 17 mars 1871 i Stockholm, död den 30 oktober 1929 i Malmö, var en svensk friherre och militär. Han var far till Carl Henrik, Gustaf och Magnus von Platen.
von Platen blev underlöjtnant vid Kronprinsens husarregemente 1893 och löjtnant där 1900. Han genomgick krigshögskolan 1904–1906 och var lärare vid ridskolan på Strömsholm 1907–1910. von Platen befordrades till ryttmästare i armén 1909, vid regementet 1911, och till major 1918. Han beviljades avsked från regementet 1921.  von Platen var chef för Svenska telegrambyrån i Malmö 1918–1921 och för Tidningarnas telegrambyrå i samma stad 1921–1922. Han blev sekreterare i Kungliga Automobilklubbens Skåneavdelning 1922. von Platen blev riddare av Svärdsorden 1914. Han blev friherre vid sin äldre brors död på våren 1929.